# Viehmoor
Das Viehmoor ist ein Naturschutzgebiet in den niedersächsischen Gemeinden Leiferde in der Samtgemeinde Meinersen und Ribbesbüttel in der Samtgemeinde Isenbüttel im Landkreis Gifhorn.
Das Naturschutzgebiet mit dem Kennzeichen NSG BR 018 ist 302 Hektar groß. Es ist nahezu vollständig vom Landschaftsschutzgebiet „Gifhorner, Winkeler und Fahle Heide und angrenzende Landschaftsteile“ umgeben. Das Gebiet steht seit dem 2. August 1979 unter Naturschutz. Zuständige untere Naturschutzbehörde ist der Landkreis Gifhorn.
Das Naturschutzgebiet liegt südwestlich von Gifhorn und östlich von Leiferde in einem 2,4 Kilometer langen und 1,2 Kilometer breiten Niederungsgebiet. Das Niederungsgebiet geht auf die letzte Eiszeit zurück, während der feines Bodenmaterial aus einem flachen Becken ausgeblasen und an den Rändern als Dünen abgelagert wurde. In diesem Bereich der grundwassernahen Geest hat sich ein Niedermoor gebildet. Nach Norden und Osten ist das Gebiet durch einen bis zu 3 Meter hohen Dünenzug begrenzt. Hier wächst überwiegend Mischwald. Daneben sind auf welligen Dünen Besenheiden mit einzelnen Kiefern zu finden.

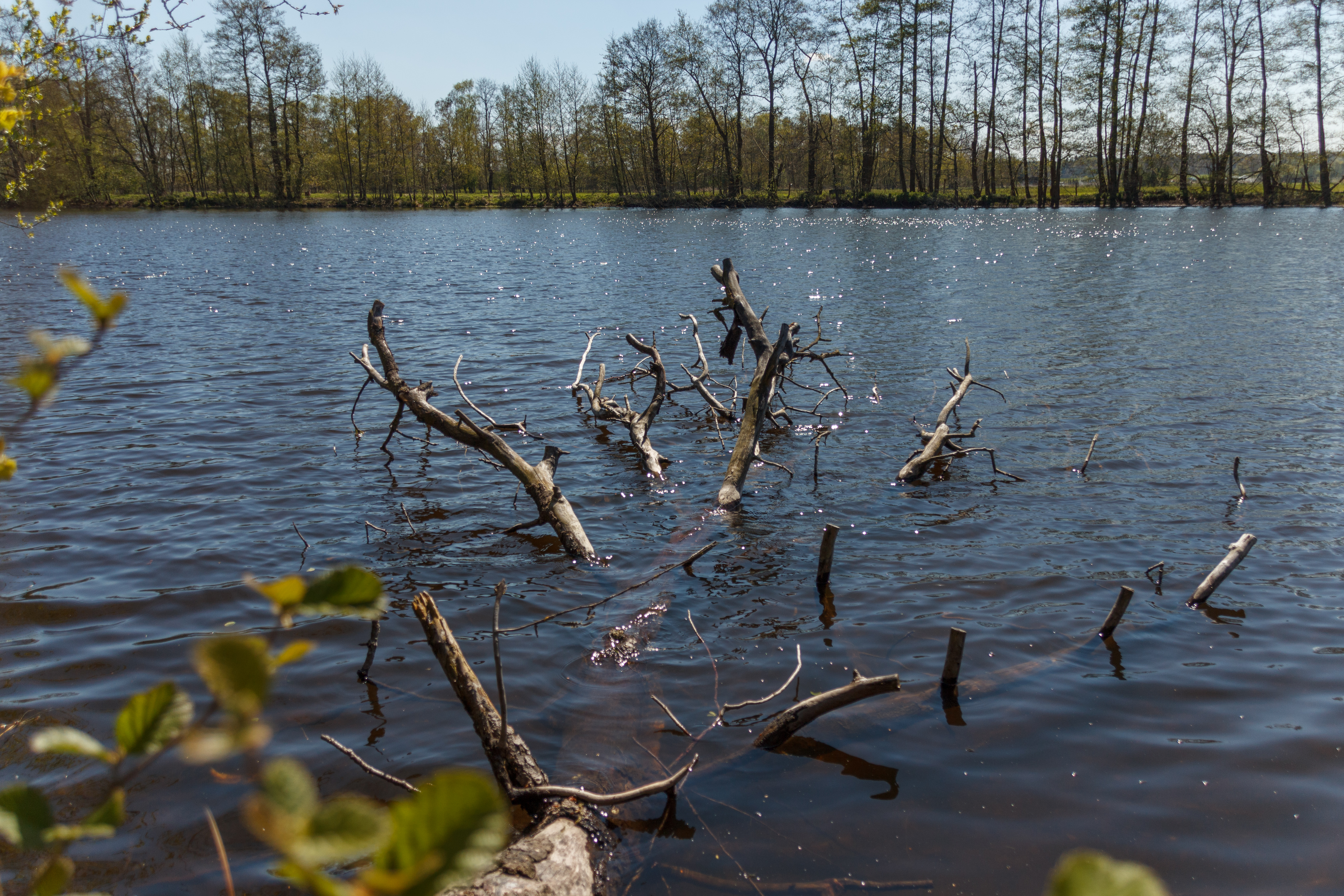
Gewässer im Naturschutzgebiet

Der Westteil ist durch ehemalige Fischteiche mit Verlandungszonen und Röhrichten gekennzeichnet. Das Teichgebiet mit sieben Teichen erstreckt sich über eine Fläche von rund 36 Hektar. Der Süden wird von großflächigen, zum Teil feuchten bis nassen Grünlandbereichen geprägt. Daneben sind ehemalige Torfstichtümpel mit Torfmoos-Schwingrasengesellschaften und Schnabelseggenrieden zu finden. An feuchten Standorten stockt teilweise Erlenbruchwald.
Das Naturschutzgebiet ist ein bedeutendes Rast- und Brutgebiet für diverse Vogelarten und dient als Rückzugsgebiet für an Dünen, Niedermoore und Feuchtgebiete gebundene Pflanzen- und Tierarten.
Der Naturschutzbund Deutschland betreibt am Rand von Leiferde in der Nähe des Naturschutzgebietes das NABU-Artenschutzzentrum Leiferde. Von hier werden Führungen in das Naturschutzgebiet angeboten. Der NABU Kreisverband Gifhorn betreut das Gebiet durch Pflegeeinsätze der ehrenamtlichen Viehmoor-AG. Im Südwesten grenzt das Naturschutzgebiet an ein Erdölförderungsgebiet.